# 賈昌朝
賈昌朝（998年—1065年），字子明，河北路獲鹿（今河北）人。曾祖父賈緯，後晉時封魯國公。祖父賈璉，封齊國公。父賈注，封晉國公。

## 生平
生於宋真宗咸平元年（998年），真宗天禧初（1017年）因獻頌賜同進士出身，授晉陵主簿。累進龍圖閣直學士、權知開封府。慶曆元年（1041年），遷右諫議大夫、權御史中丞。慶曆五年（1045年），拜同中書門下平章事、集賢殿大學士，與參知政事吳育不和，常與吳育論辯不已，左右皆失色。嘉祐元年（1056年），以同中書門下平章事擔任樞密使。歐陽修批評贾昌朝“禀性回邪，热心倾险，能文饰奸言，好为阴谋，以陷害良士。”英宗治平元年（1064年），拜鳳翔節度使。次年，卒。諡文元。

## 著作
著有《春秋要論》十卷、《群經音辨》十卷、《通紀》八十卷、《本朝時令》十二卷，又奏議、文集各三十卷。

## 家庭
元配王軫女，繼配陈堯咨女。有六子：長子賈章，太常博士、集賢校理，早卒；次子賈圭，尚書比部員外郎；三子賈田，尚書駕部員外郎；四子賈青，尚書司門員外郎；五子賈齊，大理寺丞；六子賈炎。三女：長女嫁國子博士程嗣弼、次女嫁大理寺丞宋惠國、三女嫁昭文館大學士龐籍子朝散大夫龐元英。

## 延伸阅读
[在维基数据编辑]
 《宋史·卷285》，出自脱脱《宋史》